# Leonardo Duque
Leonardo Fabio Duque (Cali, 10 aprile 1980) è un ex ciclista su strada e pistard colombiano, professionista dal 2004 al 2016.

## Carriera
Diventa professionista nel 2004 con la squadra belga Jartazi-Granville, con la quale ottiene i primi successi in competizioni minori. Nel 2006 passa tra le file della Cofidis, squadra francese con cui conquista una vittoria di tappa alla Vuelta a España 2007, un premio per la combattività durante una tappa al Tour de France 2009 e la classifica generale della Coppa di Francia 2010. Dal 2013 al 2015 gareggia per la Colombia, squadra Professional Continental; nel 2016, ultimo anno di attività, passa invece alla squadra francese Delko-Marseille Provence-KTM.
Dal 2001 al 2003 ha corso inoltre in alcune competizioni nazionali su pista, mentre in occasione dei Giochi di Atene 2004 ha partecipato alla prova olimpica dell'americana, classificandosi sedicesimo.

## Palmarès

### Strada
- 2004

Grand Prix de la ville de Pérenchies
3ª tappa Vuelta a Colombia
- 2005

Druivenkoers
2ª tappa Tour de l'Ain
- 2006

Classifica generale Giro del Limosino
- 2007

16ª tappa Vuelta a España
- 2008

4ª tappa Giro del Mediterraneo (Saint-Cannat > Marignane)
- 2010

Cholet-Pays de Loire
- 2013

1ª tappa Tour de l'Ain
Gran Premio Bruno Beghelli
- 2016

7ª tappa Tour of Taihu Lake
Classifica generale Tour of Taihu Lake

#### Altri successi
- 2010

Classifica generale Coppa di Francia
- 2014

Classifica sprint Giro del Trentino

### Pista
- 2009

Classifica generale Coppa del mondo 2008-2009, Corsa a punti

## Piazzamenti

### Grandi Giri
- Giro d'Italia

2006: 47º
2010: 63º
2013: 79º
2014: 78º
- Tour de France

2008: 53º
2009: 94º
2011: 121º
- Vuelta a España

2006: 80º
2007: 53º
2008: 67º
2009: 32º
2012: 80º

### Classiche monumento
- Milano-Sanremo

2009: 91º
2011: 39º
- Giro delle Fiandre

2009: fuori tempo
2011: 19º
- Parigi-Roubaix

2011: 54º
2012: 67º
- Liegi-Bastogne-Liegi

2007: 103º
2008: 48º
2009: 63º
2010: 123º
2014: 117º
- Giro di Lombardia

2007: 86º
2013: ritirato

### Competizioni mondiali
- Campionati del mondo di ciclismo su strada

Verona 2004 - In linea Elite: ritirato
Madrid 2005 - In linea Elite: 93º
Stoccarda 2007 - In linea Elite: 27º
Varese 2008 - In linea Elite: 72º
Mendrisio 2009 - In linea Elite: 22º
Copenaghen 2011 - In linea Elite: ritirato
- Giochi olimpici

Atene 2004 - Americana: 16º